# Elena Larrauri Pijoan
Elena Larrauri Pijoan es criminóloga y catedrática de Derecho Penal y Criminología en la Universidad Pompeu Fabra (Barcelona). Sus principales líneas de investigación son el sistema penitenciario, los antecedentes penales, las penas comunitarias y el análisis del sistema penal desde una perspectiva de género.

## Trayectoria
Realizó estudios de Derecho en la Universidad de Barcelona (1982), tras lo cual emprendió su formación doctoral en la Universidad Autónoma de Barcelona (1982 a 1986).
Fue profesora titular de Derecho Penal y Criminología en la Universidad Autónoma de Barcelona (1988-2007). También ha sido profesora visitante en diversas universidades españolas y extranjeras, entre las que destacan el All Souls College, de la Universidad de Oxford (Inglaterra, 2013-2014) y el Instituto de Criminología de la Universidad de Hamburgo (Alemania, 1993-1994). Ha realizado diversas estancias de investigación, como la del Centre for the Study of Law & Society de la Universidad de Berkeley (California, 2015); en la Facultad de Derecho de la Universidad de Nueva York (EE. UU., 1997-1998); en el Instituto de Criminología de Oslo (Noruega, 1996); así como en la Facultad de Derecho de la Universidad Hebrea de Jerusalén (Israel, 1988).
Ha ocupado la presidencia de la Sociedad Europea de Criminología (2008-2009). Es fundadora y directora del Grupo de investigación en Criminología y Sistema Penal de la Universidad Pompeu Fabra y dirige la sección de Criminología y Sistema penal de la Revista InDret.

## Publicaciones
- Larrauri E. (2015) Introducción a la criminología y al sistema penal, Madrid, Trotta, 248 pp. ISBN 978-84-9879-602-5
- Larrauri E. & Blay E. (coords.) (2011) Las Penas comunitarias en Europa, Madrid, Trota, 128 pp. ISBN 978-84-9879-227-0
- Larrauri E. & Cid J. (2001) Teorías criminológicas. Explicación y prevención de la delincuencia, Barcelona, Bosch, 283 pp. ISBN 978-84-9090-015-4
- Larrauri E. & Adams, K. L. (1994) Mujeres, derecho penal y criminología, Madrid, Siglo XXI editores, 195 pp. ISBN 978-84-323-0834-5
- Larrauri E. (1991) La herencia de la criminología crítica, Madrid, Siglo XXI editores, 266 pp. ISBN 9788432307294
- Diversas publicaciones en revistas especializadas.[4][9]

## Becas y premios

### Becas
Dentro de las becas que le han sido otorgadas destacan las concedidas por la Fundación Alexander von Humboldt (1989-1991; 1993; 2002) y la beca de la Fundación Fulbright-La Caixa (1986-1987).

### Premios
- Premio Rafael Salillas (Sociedad Española de Investigación Criminológica,[11] 2007).